# 25P-NBOMe
25P-NBOMe（或称为2C-P-NBOMe、NBOMe-2C-P，化学名：“2-(4-丙基-2,5-二甲氧基苯基)-N-(2-甲氧基苯基)乙胺”）是一种含氮有机化合物，化学式C
21H
29NO
3，是苯乙胺类化合物2C-P的25-NB类衍生物。